# St. Michael (Winterspelt)

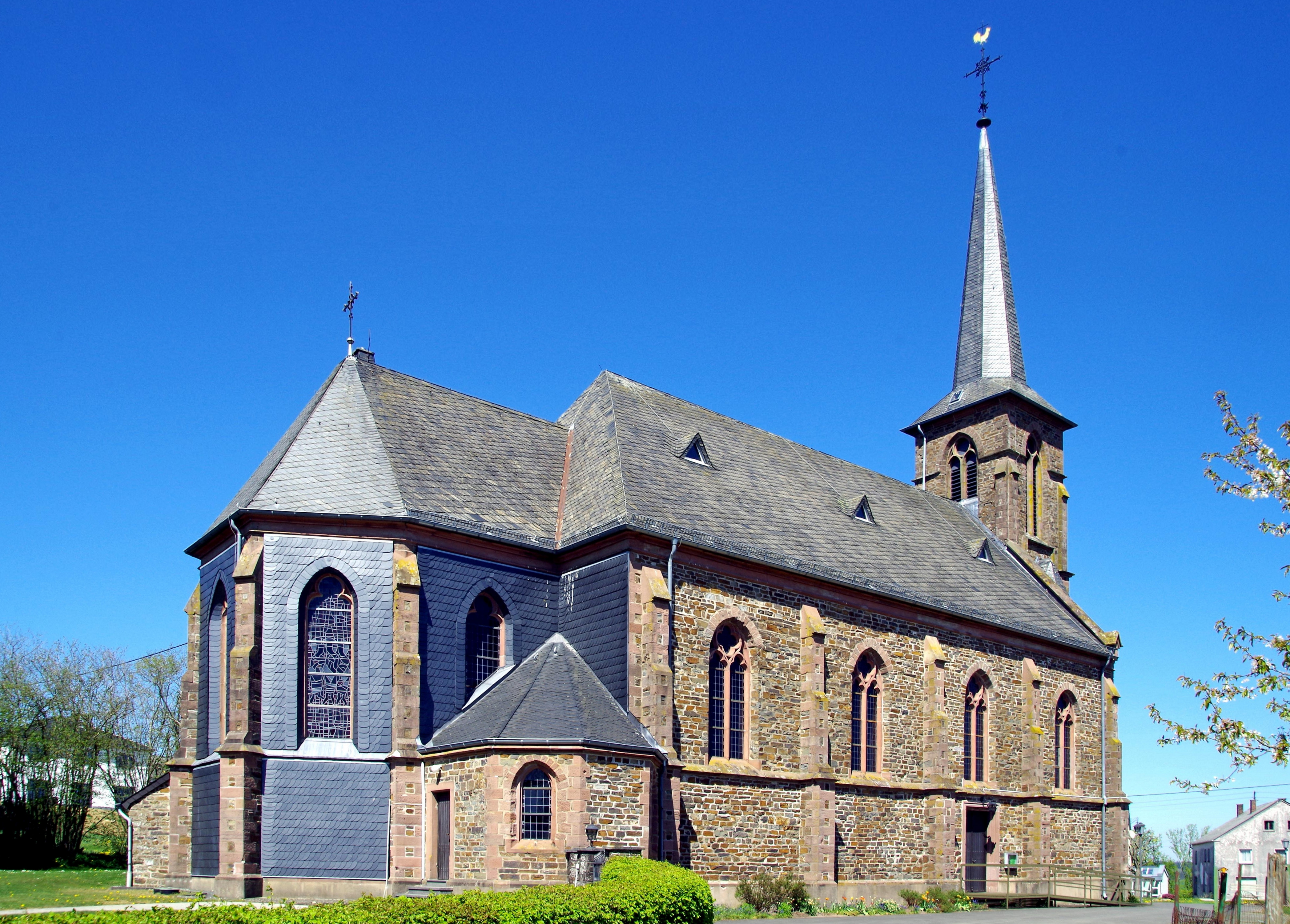
St. Michael (Winterspelt)

Die Kirche St. Michael ist die römisch-katholische Pfarrkirche von Winterspelt im Eifelkreis Bitburg-Prüm in Rheinland-Pfalz. Die Pfarrei Winterspelt gehört in der Pfarreiengemeinschaft Bleialf zum Dekanat St. Willibrord Westeifel.

## Geschichte

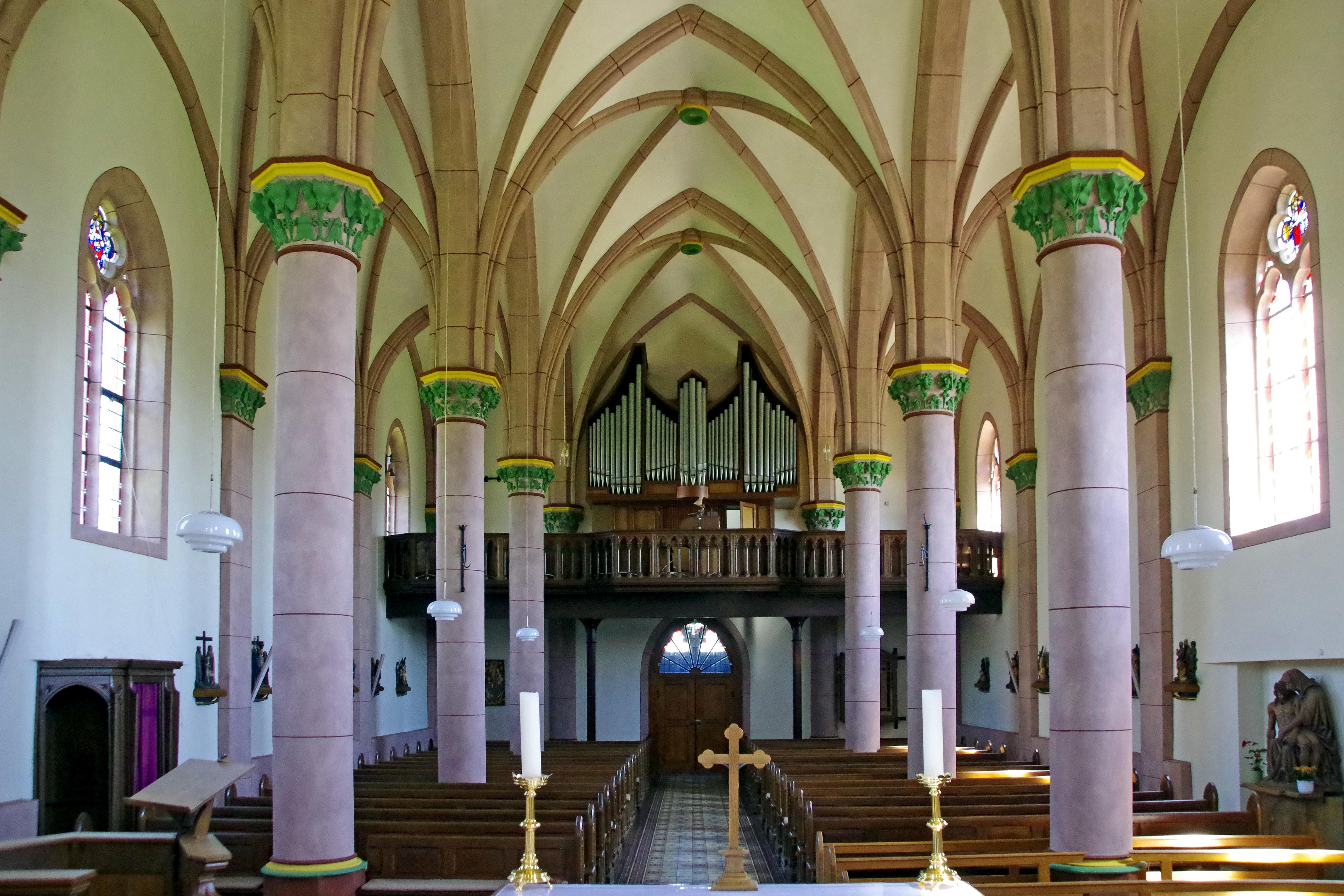
St. Michael (Winterspelt)

Als die alte Kirche (Pfarrkirche seit 1803) den Anforderungen nicht mehr genügte, baute die Gemeinde 1898 in 300 Meter Entfernung die heutige Pfarrkirche St. Michael als neugotische dreischiffige Hallenkirche und ließ die alte Kirche abreißen. Die heutige Orgel wurde 1965 von der Firma Orgelbau Trier, Sebald/Oehms gefertigt. Sie hat 19 Register und 1290 Pfeifen. Die Chorfenster von 1967 stammen von Jakob Schwarzkopf.